# دایسوکه نیشیکاوا
دایسوکه نیشیکاوا (انگلیسی: Daisuke Nishikawa؛ زادهٔ ۲ ژوئن ۱۹۷۰) ژیمناست هنری اهل ژاپن است.